# Туркс Вікторія Вікторівна
Вікторія Вікторівна Туркс (нар. 20 жовтня 1987) — українська дзюдоїстка. Майстер спорту України міжнародного класу. Багаторазова переможниця і призерка чемпіонатів України та міжнарожних змагань.

## Найвищі досягнення
- Срібна призерка Гран Прі: Тбілісі (2014), Джеджу (2014), Загреб (2015)
- Бронзова призерка Гран Прі: Алмати (2013), Астана (2014), Загреб (2014), Самсун (2015)
- Срібна призерка Гран Слем: Абу-Дабі (2014)
- Срібна призерка Кубка світу: Баку (2008), Мінськ (2009), Улан-Батор (2011), Мінськ (2011)
- Бронзова призерка Кубка світу: Софія (2010), Баку (2010), Апіа (2011)
- Переможниця Всесвітньої Універсіади: 2011
- Чемпіонка України: 2010, 2011, 2013
- Срібрна призерка чемпіонату України: 2012
- Бронзова призерка чемпіонату України: 2006, 2007, 2009, 2012, 2013
- Чемпіонка України U23: 2006, 2008
- Переможниця Кубка України: 2014

## Виступи на Олімпіадах
| Олімпіада | Вагова категорія | Супротивник      | Стадія | Результат |
| --------- | ---------------- | ---------------- | ------ | --------- |
| Ріо 2016  | до 78 кг         | Анамарі Веленшек | 1/8    | програла  |